# Palaeocarcharodon orientalis
Palaeocarcharodon orientalis — вид вымерших акул из семейства Otodontidae. Существовал в палеоцене, примерно от 61,7 до 55,8 млн лет назад. Единственный вид рода Palaeocarcharodon.
Зубы Palaeocarcharodon orientalis треугольные, лабио-лингвально сжатые, с довольно неправильными зазубринами и зазубренными латеральными бугорками. Они могут достигать размера около 3-6 сантиметров.